# 瓦曽根
瓦曽根（かわらぞね）は、埼玉県越谷市の町名。現行行政地名は瓦曽根一丁目から三丁目。郵便番号は343-0821。

## 地理
埼玉県越谷市の中央部に位置し、東武伊勢崎線越谷駅周辺の市街地と新越谷駅周辺の市街地の中間地点に所在している。全域が宅地化されており、県道52号線の延伸部分では土地が買収され更地が目立つ。北部の境には逆川が流れる。一、二丁目は蒲生地区に、三丁目は南越谷地区にあたる。

## 歴史
かつての瓦曽根村のエリアである。

### 年表
- 1889年（明治22年）4月1日 - 瓦曽根村と蒲生村、登戸村が合併し南埼玉郡蒲生村が誕生。蒲生村大字瓦曽根となる。
- 1954年（昭和29年）11月3日 - 蒲生村が越谷町と合併し、越谷町の大字となる。
- 1958年（昭和33年）11月3日 - 市制施行に伴い越谷市の大字となる。
- 1966年（昭和41年）8月1日 - 大字瓦曽根の一部が元柳田町、東柳田町に分離。
- 1966年（昭和41年）9月1日 - 大字瓦曽根の一部が赤山町に編入。
- 1967年（昭和42年）11月1日 - 大字瓦曽根から瓦曽根一丁目〜三丁目が成立。

## 世帯数と人口
2022年（令和4年）1月1日現在の世帯数と人口は以下の通りである。
| 町丁         | 世帯数    | 人口    |
| ------------ | --------- | ------- |
| 瓦曽根一丁目 | 1,211世帯 | 2,234人 |
| 瓦曽根二丁目 | 1,757世帯 | 3,504人 |
| 瓦曽根三丁目 | 556世帯   | 1,081人 |
| 計           | 3,524世帯 | 6,819人 |

## 小・中学校の学区
市立小・中学校に通う場合、学区は以下の通りとなる。
| 丁目   | 番地 | 小学校               | 中学校               |
| ------ | ---- | -------------------- | -------------------- |
| 一丁目 | 全域 | 越谷市立西方小学校   | 越谷市立大相模中学校 |
| 二丁目 | 全域 | 越谷市立西方小学校   | 越谷市立大相模中学校 |
| 三丁目 | 全域 | 越谷市立南越谷小学校 | 越谷市立富士中学校   |

## 交通

### 道路
- 東京都道・埼玉県道49号足立越谷線（日光街道）
- 埼玉県道・千葉県道52号越谷流山線
- 旧日光街道

## 施設
- 照蓮院
- 瓦曽根溜井
- 瓦曽根稲荷神社
- 越谷瓦曽根郵便局

## 旧跡
- 千徳丸供養塔 - 武田勝頼の遺児、千徳丸の供養塔とされる[5]